# Terui Haruka
Terui Haruka (照井 春佳 (Lâm Nguyên Huệ)) là một trong những Seiyū nổi tiếng nhất ở Nhật,  thường hát các bài trong anime do cô lồng tiếng. Terui sinh ngày 7 tháng 3 năm 1987 tại Iwate, và bắt đầu sự nghiệp vào năm 2009.Terui được biết đến với vai diễn Yonomori Kobeni trong Engaged to the Unidentified, Yūki Yūna  trong Yuki Yuna is a Hero, Georgette Lemare trong Brave Witches và Hà mã và Chó sói đất trong Kemono Friends.